# Proton Tiara
Proton Tiara – samochód osobowy typu hatchback produkowany w latach 1996–2000 przez malezyjski koncern Proton. 

## Historia modelu

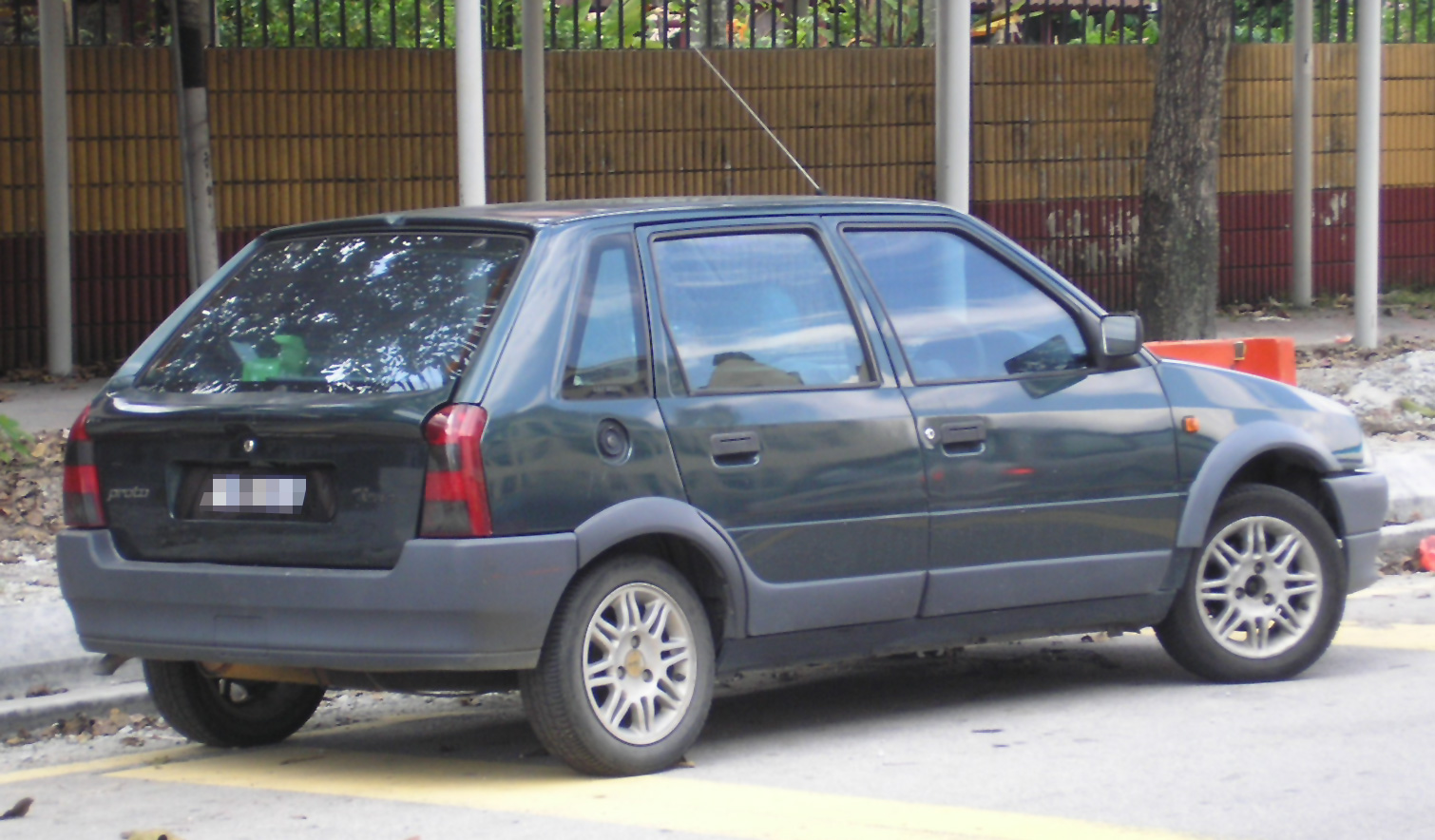
Proton Tiara – tył

Model Proton Tiara powstał na podstawie umowy licencyjnej z francuskim koncernem Peugeot – Citroën, w wyniku której w Malezji uruchomiono produkcję modelu Citroen AX. Tiara produkowana była w latach 1996 - 2000. Sprzedaż obejmowała wyłącznie rynek malezyjski.
|